# Yigoga jura
Yigoga jura là một loài bướm đêm trong họ Noctuidae.